# 소닉 더 헤지혹 (2006년 비디오 게임)
소닉 더 헤지혹(영어: Sonic the hedgehog)은 소닉 팀이 엑스박스 360과 플레이스테이션 3용으로 개발한 개발한 소닉 시리즈 게임으로 2006년 12월에 출시되었다.

## 스토리
게임 스토리는 소닉, 섀도우, 실버의 스토리가 얽히면서 진행된다.(참고로 이 겜에서 실버 더 헤지혹이 처음 등장한다.)

### 소닉 더 헤지호그
솔라리스를 섬기는 도시인 솔레아나(이탈리아 베네치아가 모티브)에서 열리는 '태양의 제사'가 엘리스 공주로부터 '재앙의 불꽃'의 비밀을 얻으려는 에그맨의 도착으로 방해된다. 그 때 소닉가 위험에 빠진 공주를 구하러 등장하지만 결국 에그맨이 공주를 납치하고 공주는 소닉에게 파란색 카오스 에메랄드를 던져준다. 소닉은 테일즈를 만나고 함께 엘리스를 구하러 나선다 - 테일즈는 소닉과 엘리스가 탈출할 동안 에그맨의 로봇들의 주의를 끈다. 소닉은 엘리스와 함께 에그맨의 포위로부터 벗어나고, 소닉의 상처를 치료해준 엘리스에게 소닉이 웃어달라는 부탁을 한다. 그리고나서 엘리스가 솔라리스에 대한 이야기를 한다. 솔라리스는 솔레아나의 태양신이고, 재앙의 불꽃에서 비롯된 솔라리스의 분노는 가히 전 세계를 파괴할 힘을 가졌으며, 10년 전에도 거의 그럴 뻔했다는 것이다 - 이 과정에서 솔레아나의 국왕, 엘리스의 아버지가 죽었다. 갑자기 소닉은 엘리스의 손을 잡고 무작정 뛴다. 구하고 돌아오던 중, 소닉을 이블리스를 탄생시킨 이블리스 트리거라고 생각하는 실버가 방해하다가 엘리스가 다시 납치된다. 에이미 덕에 실버의 손에서 벗어난 소닉은 테일즈와 너클즈를 만나고 너클즈는 공주와 카오스 에메랄드를 등가교환하려는 에그맨의 영상을 건네준다. 그렇게 소닉 일행은 에그맨 본부로 쳐들어가지만 카오스 에메랄드만 뺏기고 바로 미래로 날려 버려진다 - 에그맨은 카오스 에메랄드와 엘리스 공주로 재앙의 불꽃을 일으켜 세계를 정복하려고 한다. 소닉 일행은 모든 것이 파괴된 미래에서 섀도우와 루즈를 만나게 되고, 섀도우와 소닉의 합동 카오스 컨트롤로 다시 현재로 돌아가려 한다. 그러다가 우연히메필레스와 같이 있던 실버와 블레이즈을 보게 된다. 그곳에서 메필레스가 이블리스 트리거인 소닉이 불꽃으로 세상을 멸망시켰다고 거짓말한다. 그리고 실버, 블레이즈, 메필레스 셋 다 사라진다 - 소닉 일행은 대화 내용은 못 들었다. 그리고 축제 이틀 후에 엘리스가 에그맨의 전함이 폭발해서 죽었다는 기록을 보게된다. 소닉은 카오스 에메랄드 한 개 찾은 섀도우 일행과 다시 재회하고, 나머지 카오스 에메랄드도 발견하지만 이때 이블리스가 갑자기 튀어나와서 위협한다. 어쨌든 이블리스를 처치하고 카오스 컨트롤로 현재로 돌아간다. 소닉은 다시 엘리스 공주를 구하지만 이번에도 실버가 나타나면서 엘리스가 또 납치된다. 소닉을 죽이려는 실버 앞을 섀도우가 막으면서 소닉은 엘리스를 구하러 간다. 소닉은 에그맨을 피해 높은 곳에서 떨어진 엘리스를 나이스 캐치, 둘이서 깊은 정글로 몸을 피하고 도중에 꽃들이 만발한 비밀의 장소로 간다. 소닉은 왠지 서운한 마음에 울고만 엘리스를 위로하고 성으로 돌려보낸다. 그러나 이번엔 에그맨의 협박으로 엘리스는 자진 납치 당한다.(에그맨은 엘리스 공주와 일곱 개의 카오스 에메랄드로 시간까지 정복하려 한다.) 또다시 공주를 구하러 가는 소닉은 마음이 바뀐 실버와 같이 동행한다. 하지만 엘리스가 있던 에그맨의 전함이 추락해 폭발하게 되고, 소닉은 엘리스를 구하지 못한다. 이때 소닉이 엘리스를 구할 수 있도록 실버가 소닉을 과거로 보내주고, 소닉은 추락 중인 전함에서 에그맨과 같이 있는 엘리스를 찾아낸다. - 에그맨은 이 과정에서 자신의 또다른 비행정으로 소닉을 저지하려 하지만 실패하고 공중에서 떨어진다. 에그맨의 전함이 공중분해되고있는 와중에 소닉은 엘리스를 데리고 탈출한다.

### 섀도우 더 헤지호그
GUN의 에이전트로 입사한 섀도우는 에그맨의 기지에서 SOS를 보낸 루즈의 구출을 명령받는다. 루즈는 에그맨의 기지에서 '어둠의 홀'을 회수해오라는 명령을 받은 상태였고, 루즈는 회수 포인트인 '킹덤 밸리'까지의 에스코트를 섀도우에게 요구한다. 섀도우는 승낙하여 킹덤 밸리까지 가나 에그맨은 어둠의 홀을 다시 뺏어오기 위해 섀도우와 루즈를 공격한다. 그 순간 어둠의 홀이 떨어져 깨지고, 메필레스가 깨어난다. 메필레스는 섀도우가 자신을 봉인하고, 10년만에 다시 본다며 말하지만, 섀도우는 전혀 모르는 듯 했다. 이에 메필레스는 섀도우와 루즈를 200년 뒤의 미래로 날려 보낸다. 섀도우와 루즈는 미래에서 기능이 정지된 E-123 오메가(이하 오메가)를 보게 되고, 소닉, 테일즈, 너클즈를 만나게 되어 합동 카오스 컨트롤로 다시 현재로 돌아가려 하나, 섀도우는 메필레스를 발견하고 자신만 미래에 남는다. 현재로 간 루즈는 미래에 있는 섀도우를 걱정하며 현재의 오메가에게 카오스 에메랄드를 하나 맡아두게 한다. 한편 미래에서 섀도우는 메필레스를 조우하게 된다. 메필레스는 미래에서 봉인당한 섀도우를 보여주며 인간이 섀도우를 봉인했다, 모든 인과를 불태워 세계를 단죄하자며 섀도우를 자신의 편으로 만들려 한다. 그러나 섀도우는 메필레스를 믿지 않고 대적하기로 한다. 섀도우는 메필레스에게 압도당할 뻔하나, 그 때 오메가가 등장하여 섀도우를 지원한다. 메필레스는 다시 현재로 돌아가며, 섀도우와 오메가도 같이 돌아간다. 현재로 돌아간 섀도우와 오메가는 다시 루즈와 만나나, 섀도우는 메필레스의 정체를 알기 위해 에그맨을 만나기로 한다. 에그맨은 섀도우에게 메필레스가 솔라리스 프로젝트의 실패작임을 말해준다. 섀도우는 다시 돌아가나, 소닉을 죽이려는 실버를 만나 소닉을 구해주고 실버와 대적한다. 그 때 둘이 동시에 카오스 컨트롤을 시전해 시공간에 구멍이 뚫리고, 섀도우는 실버에게 10년 전의 진실을 알아야 한다며 같이 10년 전의 솔레아나로 간다. 10년 전의 솔레아나에서는 솔라리스 프로젝트가 진행 중이었고, 갑자기 폭주하게 되며 솔라리스로부터 메필레스와 이블리스가 분리된다. 섀도우는 메필레스를 쫓아 어둠의 홀에 봉인한다. 섀도우와 실버는 다시 현재로 돌아가, 섀도우는 다시 현재의 메필레스를 쫓는다. 그 때 오메가는 메필레스를 공격하고 있던 참이었고, 메필레스는 '너가 섀도우에게 무슨 일을 저질렀는지 알고 있겠지'라면서 오메가를 비웃으며 사라진다. 오메가를 쫓아온 섀도우와 루즈에게 오메가는 200년 뒤의 미래에서, 섀도우를 봉인하고 기능이 정지되었다는 것을 알려줬다. 그 뒤, 섀도우 일행은 '더스티 데저트'에서 카오스 에메랄드를 다시 얻으려는 메필레스를 쫓는다.(아니 근데 이 겜에서 주인공 노릇 섀도우가 다 하네) 메필레스는 그곳에서 한번 더 섀도우에게 협력을 요구하나, 이미 모든 걸 알고 있던 섀도우에게 반박당해 다시 대적하게 된다. 섀도우 일행은 메필레스를 쓰러뜨려 어둠의 홀에 다시 봉인하려하나, 어둠의 홀이 깨져버리고 메필레스의 봉인에 실패한다.메필레스는 섀도우 일행을 제압하며 자신의 분신들로 일행을 압박하나, 섀도우는 자신의 리미터를 해제하고 분신을 향해 돌진하기 시작한다.(돌진하는데 분신들 다 녹음ㄷㄷ)

## 스테이지
- Wave Ocean
- Dusty Desert
- White Acropolice
- Crisis City
- Flame Core
- Radical Train
- Tropical Jungle
- Kingdom Valley
- Aquatic Base

## 평가
소닉 더 헤지호그: 넥스트 제너레이션은 훌륭한 그래픽을 선보였으나, 벽에서 점프할 때 멈추는 버그와 긴 로딩시간 때문에(그것 말고도 문제점은 많다고 게이머들은 말하지만) 게임 스팟에서는 10점 만점에 4.5점의 점수를 받았다. 이 게임은 비평가들 사이에 최악의 소닉 게임 중 하나로 알려져 있다.

## 테마곡
- 메인 테마곡(소닉 테마) - His World(Zebrahead)
- 섀도우 테마 - All Hail Shadow(Crush 40)
- 실버 테마 - Dreams of Absolution